# Bartholomäberg
Bartholomäberg este o localitate turistică din Vorarlberg cu o populație de 2253 de locuitori.